# Crossandra
Crossandra är ett släkte av akantusväxter. Crossandra ingår i familjen akantusväxter.

## Bildgalleri

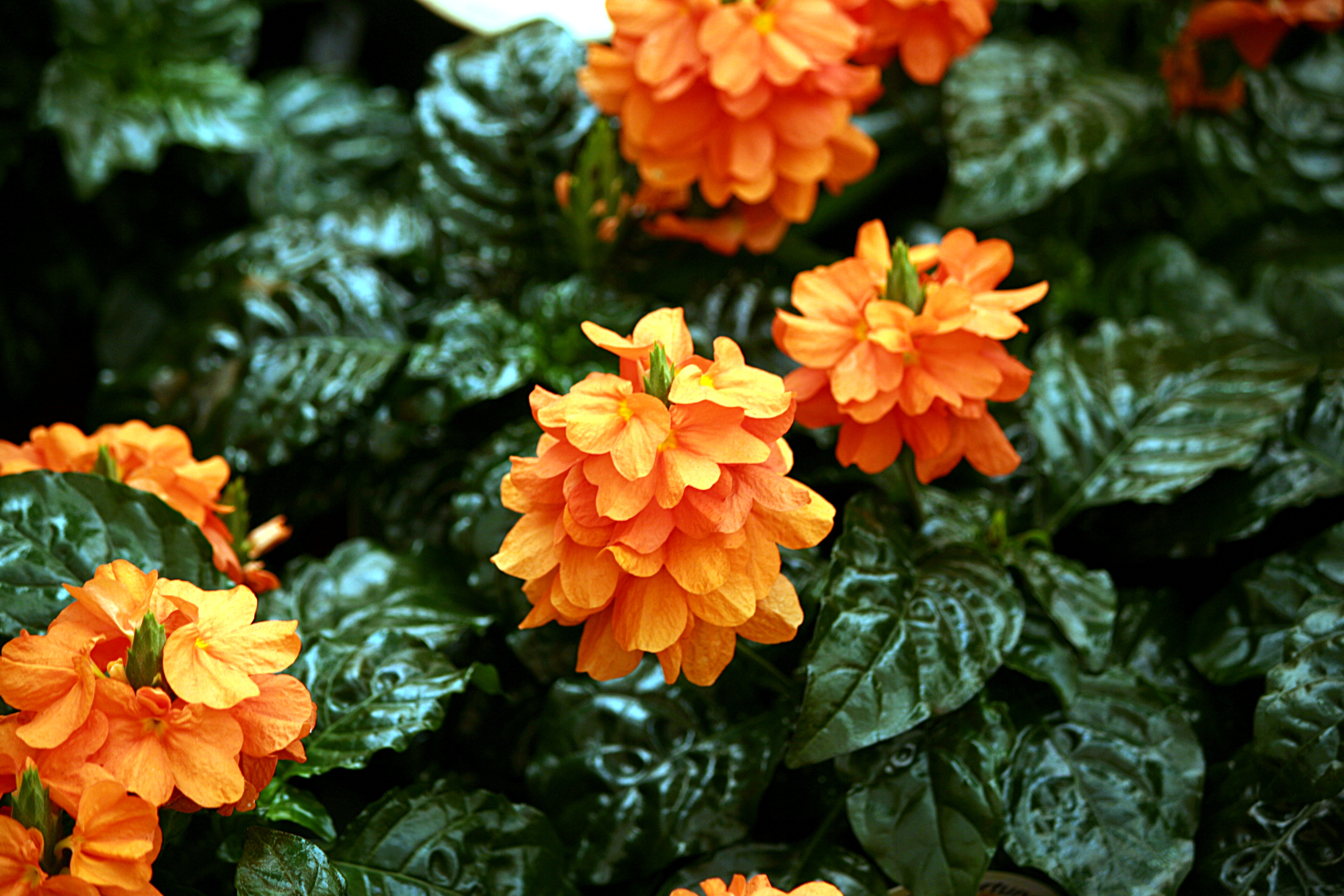
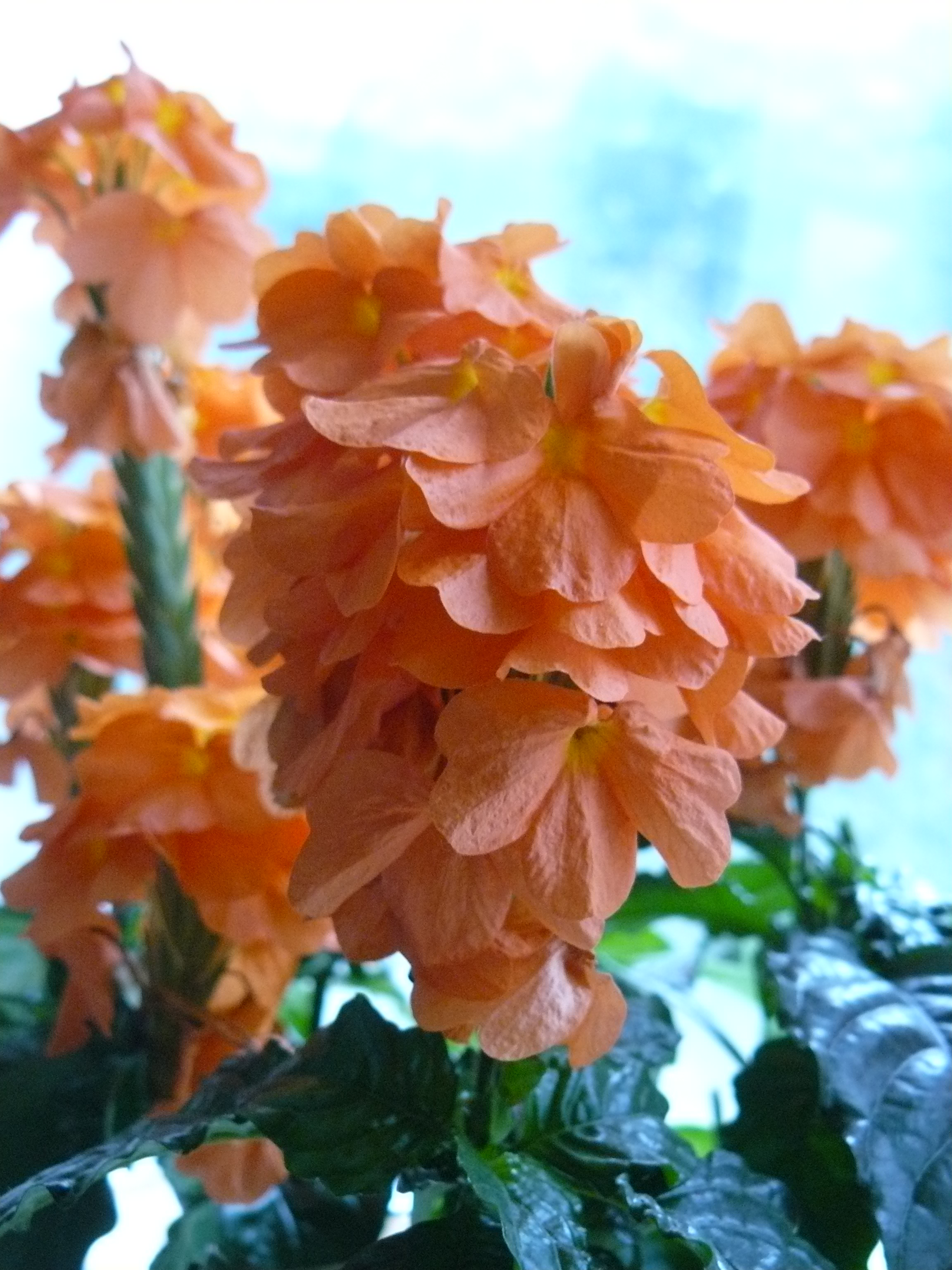

## Dottertaxa tillCrossandra, i alfabetisk ordning[1]
- Crossandra acutiloba
- Crossandra albolineata
- Crossandra angolensis
- Crossandra arenicola
- Crossandra armandii
- Crossandra baccarinii
- Crossandra benoistii
- Crossandra cephalostachya
- Crossandra cinnabarina
- Crossandra douillotii
- Crossandra flava
- Crossandra flavicaulis
- Crossandra friesiorum
- Crossandra fruticulosa
- Crossandra grandidieri
- Crossandra greenstockii
- Crossandra horrida
- Crossandra humbertii
- Crossandra infundibuliformis
- Crossandra isaloensis
- Crossandra johanninae
- Crossandra leikipiensis
- Crossandra leucodonta
- Crossandra longehirsuta
- Crossandra longipes
- Crossandra longispica
- Crossandra massaica
- Crossandra mucronata
- Crossandra multidentata
- Crossandra nilotica
- Crossandra nobilis
- Crossandra obanensis
- Crossandra pilosa
- Crossandra pinguior
- Crossandra poissonii
- Crossandra praecox
- Crossandra puberula
- Crossandra pungens
- Crossandra pyrophila
- Crossandra quadridentata
- Crossandra raripila
- Crossandra rupestris
- Crossandra spinescens
- Crossandra spinosa
- Crossandra stenandrium
- Crossandra stenostachya
- Crossandra strobilifera
- Crossandra subacaulis
- Crossandra sulphurea
- Crossandra tridentata
- Crossandra tsingyensis
- Crossandra vestita